# Страх — це ключ (фільм)
Страх — це ключ — трилер 1972 року. Фільм знятий на основі однойменного роману Алістера Макліна.

## Сюжет
В авіакатастрофі гине сім'я головного героя Джона Толбота. Через три роки після цього він опиняється на лаві підсудних. Його звинувачують у крадіжці коштовностей і вбивстві поліцейського, але Толбот тікає прямо із залу суду, взявши в заручниці доньку судді. За допомогою колишнього поліцейського Яблонського Толбота ловлять. Задля збереження свого життя він повинен провести ризиковану операцію з підйому коштовностей з дна моря.